# 阻音
阻音又稱阻礙音、阻塞音和響音相對，指调音方法为阻礙氣流外出，令聲腔氣壓升高的輔音，如 [k]、[d͡ʒ]、[f] 等。發音時，氣流通道有閉塞、間隙或兩者同時發生，產生摩擦，並與噪音元素有關聯，又有清濁音之分。
阻音細分為幾類，包括爆发音、擦音和塞擦音。雖然原始的阻音是清音，但濁阻音亦相當普遍。這與響音相反，因為絕大部分響音都是濁音。

## 另請參見
- 響音